# Coppa Sabatini 2012
La Coppa Sabatini 2012, sessantesima edizione della corsa e valevole come prova del circuito UCI Europe Tour 2012 categoria 1.1, si svolse il 4 ottobre 2012 per un percorso totale di 198,6 km. Fu vinta dal colombiano Fabio Duarte che giunse al traguardo con il tempo di 4h41'53", alla media di 42,27 km/h.
Presero il via 98 corridori, al traguardo 42 ciclisti portarono a termine il percorso.

## Ordine d'arrivo (Top 10)
| Pos. | Corridore               | Squadra        | Tempo    |
| ---- | ----------------------- | -------------- | -------- |
| 1    | Fabio Duarte            | Colombia       | 4h41'53" |
| 2    | Miguel Ángel Rubiano    | Androni Gioc.  | a 1"     |
| 3    | Matteo Rabottini        | Farnese Vini   | a 4"     |
| 4    | Giovanni Visconti       | Movistar Team  | a 6"     |
| 5    | Francesco Failli        | Farnese Vini   | a 9"     |
| 6    | Patrik Sinkewitz        | Meridiana      | a 10"    |
| 7    | Omar Bertazzo           | Androni Gioc.  | a 53"    |
| 8    | Dalivier Ospina Navarro | Colombia       | a 57"    |
| 9    | Thomas Löfkvist         | Sky Procycling | a 59"    |
| 10   | Davide Rebellin         | Meridiana      | s.t.     |